# 104th Street (métro de New York)
104th Street est une station locale de la BMT Jamaica Line du métro de New York, située sur la Jamaica Aveune entre les 102e et 104e rues dans le quartier de Richmond Hill dans le Queens. Elle est desservie par les trains Z aux heures de pointe dans la direction de pointe, et par les trains J le reste du temps.

## Historique
Cette station aérienne ouvre le 11 juin 1917 sous la Brooklyn Union Elevated Railroad, une filiale de la Brooklyn Rapid Transit Company. L'ancienne station Brooklyn Manor sur la branche Rockaway Beach Branch de la LLIR, qui est fermée en 1962, se situe deux blocs à l'ouest et peut permettre un transfert si la Rockaway Beach Branch rouvre pur le service. Jusqu'en 1966, cette station est connue comme 102nd Street. Elle reçoit ensuite le nom double de 102nd-104th Streets. En 2011, la signalisation de la station et le plan officiel donne comme nom de station 104th Street.

## Agencement de la station
| Q Niveau des quais | Quai latéral, les portes s'ouvrent sur la droite | Quai latéral, les portes s'ouvrent sur la droite |
| Q Niveau des quais | Vers le sud                                      | ← vers Chambers Street ou Broad Street hors heures de pointe (Woodhaven Boulevard) ← vers Broad Street les heures de pointe (Woodhaven Boulevard)      |
| Q Niveau des quais | Vers le nord                                     | vers Jamaica Center – Parsons/Archer hors heures de pointe (111th Street) → vers Jamaica Center – Parsons/Archer les heures de pointe (121st Street) → |
| Q Niveau des quais | Quai latéral, les portes s'ouvrent sur la droite | |
| M                  | Mezzanine                                        | Contrôle des tickets, agent de station |
| S                  | Niveau de la rue                                 | Entrée et sortie |

Cette station a deux voies et deux quais latéraux, mais il y a la place pour une voie centrale. Les deux quais ont des panneaux beiges et des toits marron avec une structure verte avec des poteaux sur une bonne partie de leur longueur sauf à chaque extrémité. À ces endroits, il y a seulement des barrières métalliques à mi-hauteur avec des lampadaires. Les panneaux de cette station sont de couleur noire avec les écritures blanches standards.
Cette station dispose d'un poste situé en-dessous des quais vers l'extrémité est. Un seul escalier permet d'accéder, depuis chaque quai, à cette salle où se trouvent les tourniquets qui permettent d'accéder à la station et de la quitter, ainsi qu'un distributeur de tickets et deux escaliers qui descendent sur la rue. L'un fait face au sud et amène au coin sud-est de la 104e rue et le la Jamaica Avenue tandis que l'autre fait face à l'ouest et conduit sur le côté nord de l'avenue près du coin nord-ouest avec la 104e rue. Le poste de cette station a un sol de béton et des panneaux qui partent d'au-dessus des escaliers.
Initialement, cette station disposait d'une autre mezzanine au niveau de la 102e rue ; le poste et les escaliers sont toujours présents.
La décoration qui date de 1990 est appelée Five Points of Observation (cinq points d'observation) par Kathleen McCarthy. Il est fait de maille de cuivre ce qui permet de voir la rue depuis les quais et ressemble à un visage humain lorsqu'il est vu depuis la rue. Ce type de décoration se trouve sur cinq autres stations de la BMT Jamaica Line.

| Nord/Ouest                                 |  |         |  | Sud/Est                                           |
| ------------------------------------------ |  | ------- |  | ------------------------------------------------- |
| Woodhaven Boulevard (en) vers Broad Street |  | ligne J |  | 111th Street vers Jamaica Center – Parsons/Archer |
| Woodhaven Boulevard (en) vers Broad Street |  | ligne Z |  | 121st Street vers Jamaica Center – Parsons/Archer |
| modifier sur Wikidata                      |  |         |  |                                                   |